# Hanley (Worcestershire)
Pour les articles homonymes, voir Hanley (homonymie).
Hanley est une paroisse civile du Worcestershire, en Angleterre.